# Dactylocalyx subglobosus
Dactylocalyx subglobosus är en svampdjursart som beskrevs av Gray 1867. Dactylocalyx subglobosus ingår i släktet Dactylocalyx och familjen Dactylocalycidae. Inga underarter finns listade i Catalogue of Life.